# Stomatosema brevicornis
Stomatosema brevicornis är en tvåvingeart som först beskrevs av Boris Mamaev 1967.  Stomatosema brevicornis ingår i släktet Stomatosema och familjen gallmyggor. Inga underarter finns listade i Catalogue of Life.